# Las minas de Salomón Rey
Las minas de Salomón Rey es una película cómica de Argentina dirigida y guionada por Gerardo Sofovich y estrenada el 2 de octubre de 1986. Fue interpretada por Tristán, Susana Traverso, Rolo Puente, Reina Reech y Ana María Giunta.

## Reseña
Salomón Rey (Rolo Puente) es un adinerado empresario que mantiene simultáneamente dos relaciones amorosas con Natalia (Reina Reech) y Morena (Susana Traverso) sin que ninguna de ellas sepa la existencia de la otra. Pero el cumpleaños de una y el aniversario de otra se mezclarán en un día agitado, disparando todo tipo de enredos en torno a un tapado de visón, para lo cual Salomón contará con la ayuda de su torpe pero fiel empleado Tristán. Así ambos tratarán de que el día termine de la mejor manera y que el empresario pueda continuar la relación con sus dos hermosas mujeres... pero las cosas se irán complicando a medida que se acerque la noche.

## Reparto
| Actor            | Personaje                      |
| ---------------- | ------------------------------ |
| Tristán          | Tristán                        |
| Susana Traverso  | Morena Iriarte                 |
| Rolo Puente      | Salomón Rey                    |
| Reina Reech      | Natalia Arismendi              |
| Ana María Giunta | Domitila                       |
| Silvia Pérez     | Fernanda Ortiguera             |
| Silvia Peyrou    | Clarita Sánchez, la secretaria |
| Nelly Prono      | Tía de Fernanda                |
| Alfonso Pícaro   | Policía                        |
| Délfor Medina    | Peletero                       |
| Mónica Guido     | Teresa                         |
| Emilio Vidal     | Ladrón                         |
| Rubén Green      | Policía                        |
| Pepe Fechoría    | Él mismo                       |
| Roberto Giordano | Él mismo                       |
| Alberto Busaid   | Policía                        |
| Roberto Dairiens |                                |
| Pete Martin      | Farmacéutico                   |

Gustavo sofovich     cadete
Roberto giordano     estilista